# Bukranij
Bukranij (prema grčkim riječima bus – vol i kranion – lubanja) je naziv za reljefno izvedenu ili naslikanu volovsku lubanju koja predstavlja glavu žrtvene životinje. 
Često je ukrašena dugim girlandama koje su prebačene preko bukranija postavljenih u nizu. 
Kao dekorativni motiv javlja na metopama hramova dorskoga reda, te na frizovima, žrtvenicima i nadgrobnom spomenicima, osobito u rimskoj umjetnosti.
Sporadično se pojavljuje i u srednjem vijeku (npr. bukraniji kapitela portala katedrale u Fidenzi, 12. st.).
Motiv je baštinila i renesansa, ali ga češće upotrebljava na crtežima i grafikama nego li kao stvaran ukras arhitekture ili skulpture.